# 캠프 콜번
캠프 콜번(Camp Colbern)은 하남시에 있던 주한미군 기지였다. 2005년말 폐쇄되고 2006년에 반환되었다.
중앙대학교가 제2캠퍼스를 이전하려고 했다가 무산되고, 세명대학교가 제2캠퍼스설립을 추진중이다. 중앙대 유치 추진 당시에는 서울 지하철 5호선의 연장이 논의되기도 했으나 중앙대 유치가 무산되자 하남시에서는 시내까지만 5호선을 연장하기로 하였다. 